# John Krasinski
John Burke Krasinski (født 20. oktober 1979) er en amerikansk skuespiller, filminstruktør og manuskriptforfatter. Han er bedst kendt som Jim Halpert i den amerikanske komedieserie i The Office. Derudover står John Krasinski også bag den populære gyser-/sci-fi-film fra 2018, 'A Quiet Place'. Han er gift med den britiske skuespiller Emily Blunt. 

## The Office
The Office er en populær Amerikansk TV-serie, der kørte fra 2005 til 2013. Serien handler om hverdagslivet på et kontoret ved navn Dunder Mifflin, der sælger papir. John Krasinski spiller en af hovedrollerne ved navn Jim Halpert. Jim Halpert arbejder som sælger hos Dunder Mifflin, og finder senere hen i serien sammen med receptionisten Pam Beesly, som spilles af Jenna Fischer.

## Udvalgt filmografi
- Kinsey (2004)
- Jarhead (2005)
- Dreamgirls (2006)
- License to Wed (2007)
- Shrek den Tredje (2007)
- Leatherheads (2008)
- Brief Interviews with Hideous Men (2009), også som instruktør og manuskriptforfatter
- Monsters vs. Aliens (2009)
- Promised Land (2012)
- Aloha (2015)
- The Hollars (2016)
- A Quiet Place (2018)